# Zhuhai Championships 2023
Zhuhai Championships 2023 a fost un turneu de tenis care s-a jucat pe terenuri cu suprafață dură, în aer liber. A fost cea de-a 2-a ediție a Zhuhai Championships și a făcut parte din seria ATP 250 din circuitul ATP 2023. A avut loc la Hengqin International Tennis Center, China, în perioada 20–26 septembrie.

## Campioni

### Simplu
Pentru mai multe informații consultați Zhuhai Championships 2023 – Simplu

### Dublu
Pentru mai multe informații consultați Zhuhai Championships 2023 – Dublu

## Distribuția punctelor
| Probă  | C   | F   | SF | QF | R16 | R32 | Q   | Q2  | Q1  |
| Simplu | 250 | 150 | 90 | 45 | 20  | 0   | 12  | 6   | 0   |
| Dublu  | 250 | 150 | 90 | 45 | 0   | N/A | N/A | N/A | N/A |

### Premii în bani
| Probă  | C         | F        | SF       | QF       | R16      | R28      | Q2      | Q1      |
| Simplu | 149.330 $ | 87.110 $ | 51.215 $ | 29.675 $ | 17.230 $ | 10.530 $ | 5.265 $ | 2.870 $ |
| Dublu* | 51.880 $  | 27.750 $ | 16.270 $ | 9.100 $  | 5.360 $  | N/A      | N/A     | N/A     |

*per echipă